# Gigantes y cabezudos

Comparsa de Gigantes de Zaragoza, declarada Bien de Interés Cultural de Aragón.

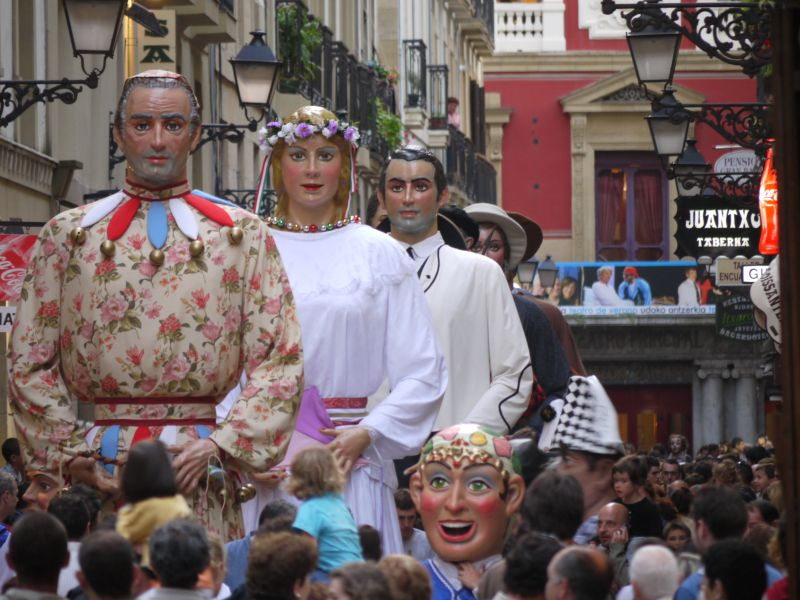
Comparsa de Gigantes y cabezudos de San Sebastián.

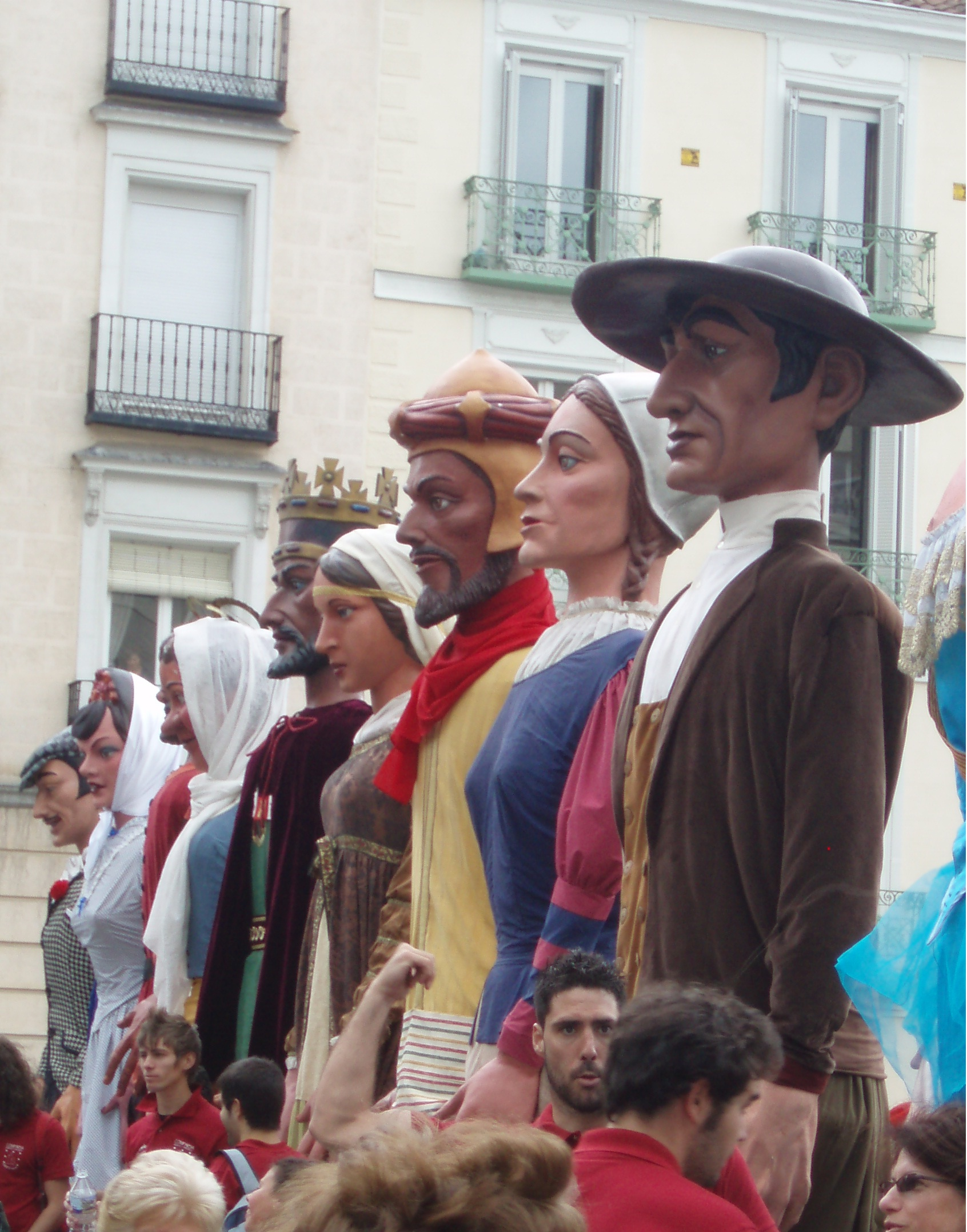
Comparsa de Gigantes y Cabezudos de Madrid.

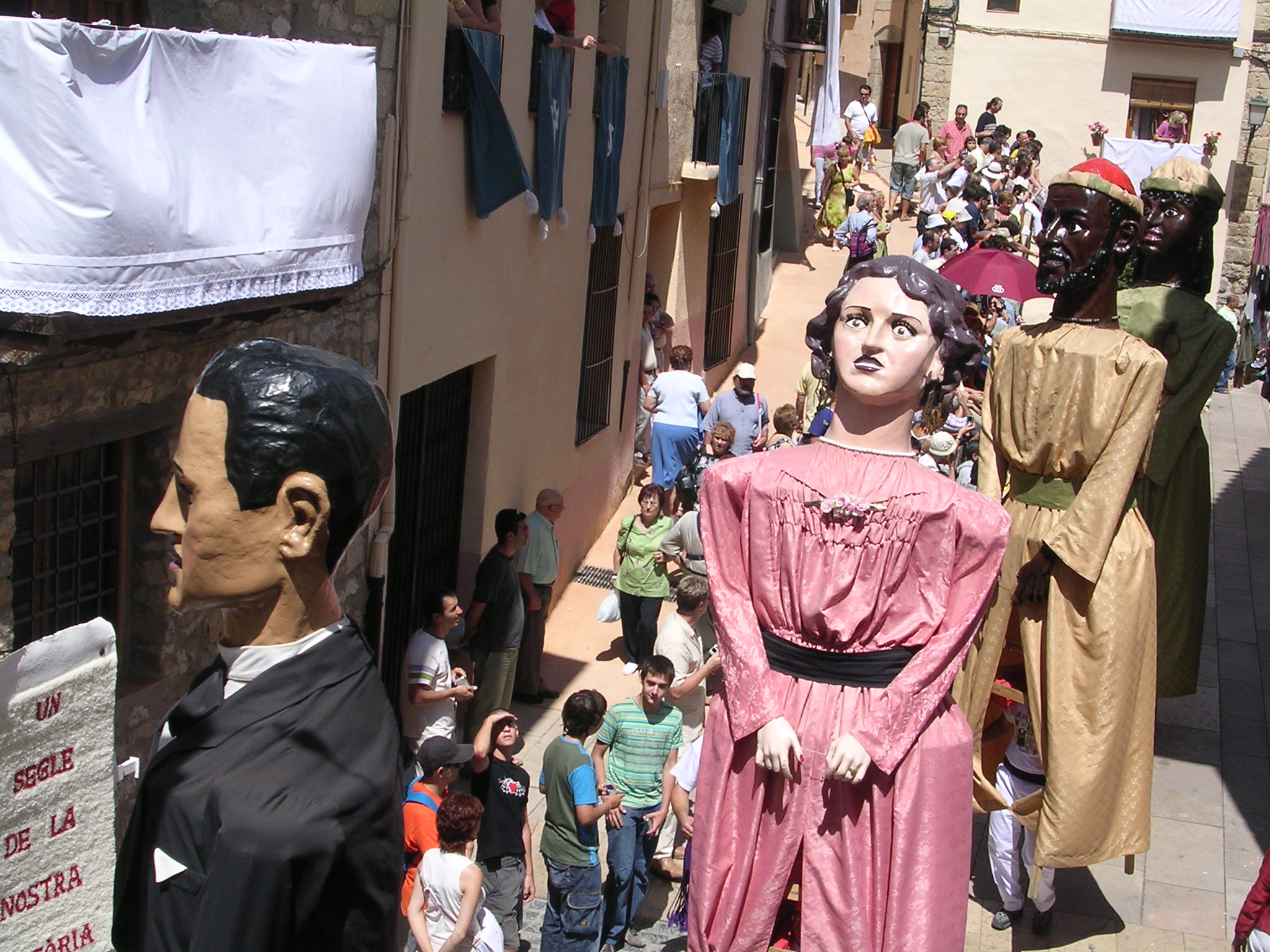
Los gigantes de Morella, 2006.

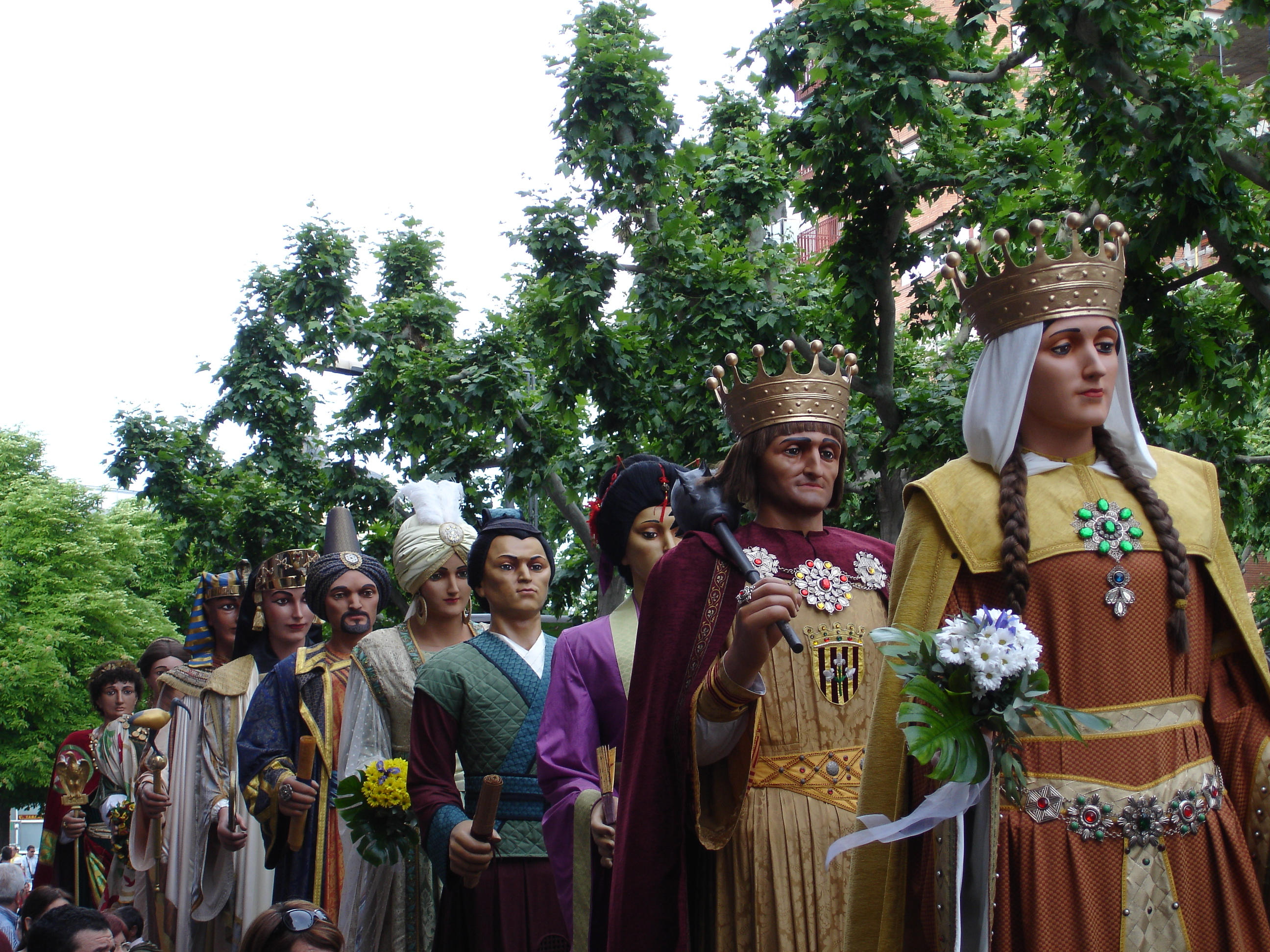
Gigantes de la Paeria de Lérida

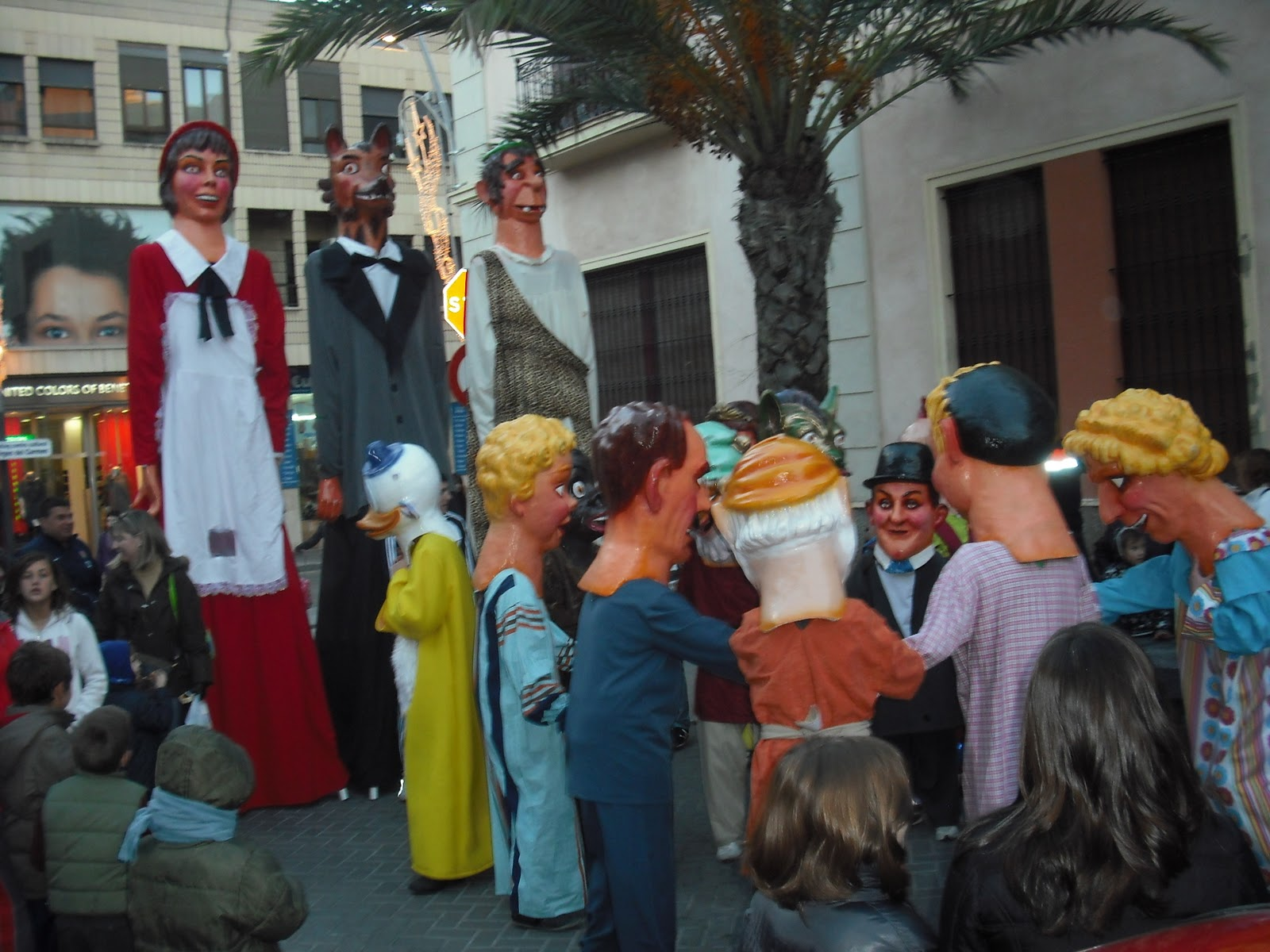
Gigantes y Cabezudos en Torrevieja

Los gigantes y cabezudos son una tradición popular celebrada en muchas fiestas locales de España y en menor medida en otras regiones de Europa Occidental e Hispanoamérica . La tradición consiste en hacer desfilar ciertas figuras bailando y animando, los gigantes, o persiguiendo a la gente que acude a la celebración, los cabezudos más comúnmente llamados en la zona de Valencia Cabuts.
Los gigantes son figuras de varios metros de altura portados por una persona. El portador hace girar y bailar el gigante al son de una banda popular de música. Generalmente los gigantes desfilan en parejas de figuras masculina y femenina. Lo más habitual es que las figuras representen arquetipos populares o figuras históricas de relevancia local.
Las figuras están realizadas en cartón-piedra, poliéster o fibra de vidrio con un armazón de madera, hierro o aluminio que se cubre con amplios ropajes. Los "gigantes", llamados también "Els Gegants" o gigantones en parte de España, tienen una altura desproporcionada, creando un efecto de nobleza, mientras que en los "cabezudos" (también llamados kilikis), de menor altura, se destaca la proporción de la cabeza, dando un efecto más cómico. También existen los "caballitos" (llamados "zaldikos" en Navarra y el País Vasco), personajes mitad caballo (la cabeza, parte del disfraz) y mitad humano (resto del cuerpo).
Los desfiles de gigantes y cabezudos se suelen organizar en comparsas.

## Historia

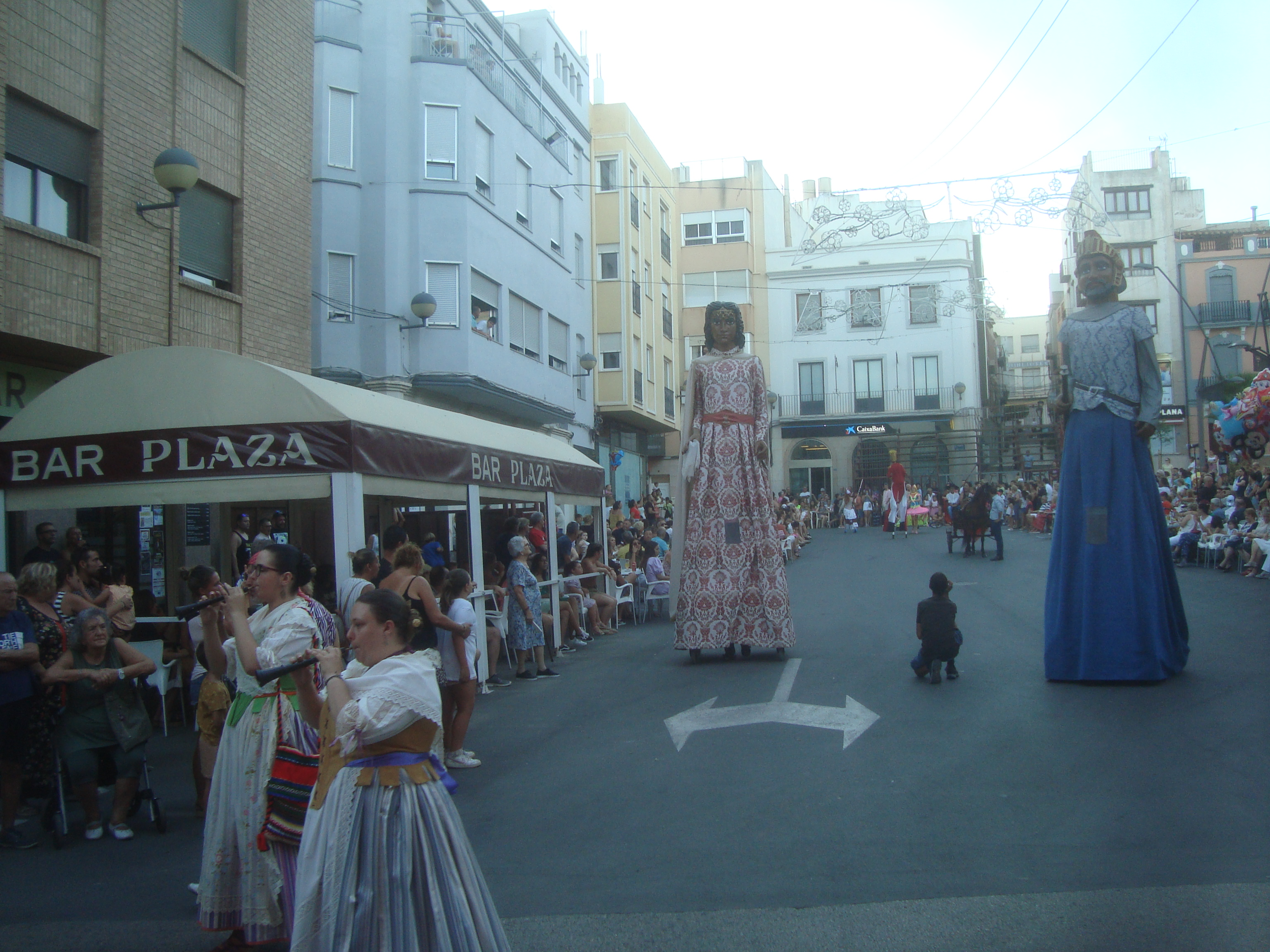
Gigantes de Torreblanca (Castellón).

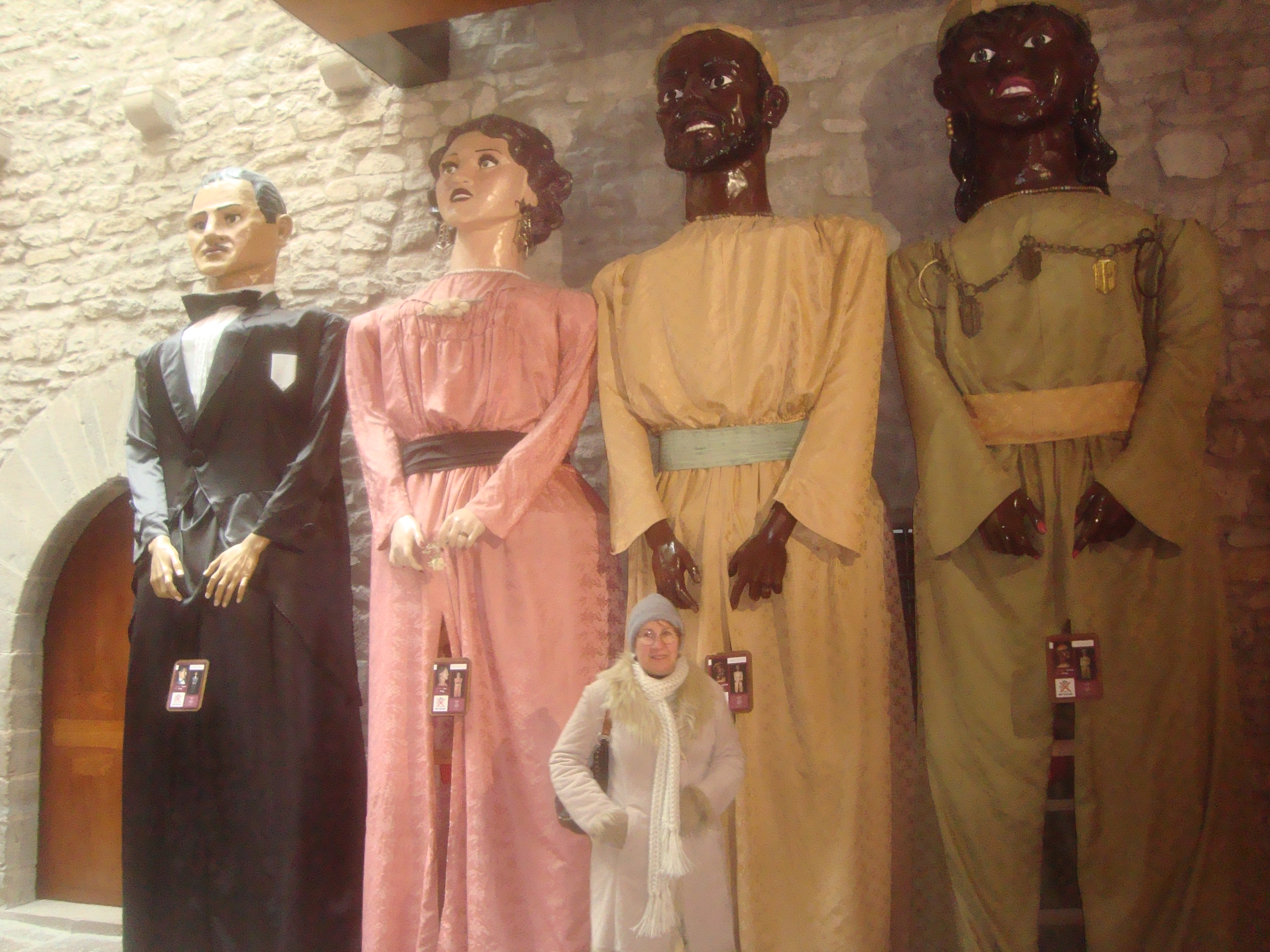
Gigantes de Morella (Comarca Els Ports).

Los gigantes existen en 90 países, con orígenes muy diversos. Algunas de las figuras ya se hallan documentadas en el siglo XV, tanto en África como en Asia y Europa. Al llegar los primeros europeos a América, diversas tribus ya poseían gigantes.
El origen de la tradición en la península ibérica data de la Edad Media. Las tierras de la Península en la zona musulmana tenían prohibido por el Corán representar seres vivos en los lugares sagrados. Al avanzar la Reconquista, con sus repobladores cristianos, desplazando a los pobladores musulmanes, o asentándose en poblaciones separadas, llevaron consigo sus tradiciones. En pleno Camino de Santiago, el Reino de Navarra fue durante mucho tiempo el modelo.
El registro documental más antiguo conocido de los gigantes y cabezudos en la península es el de la procesión del Corpus Christi en Évora, Portugal, en el año 1265. Con la serpiente, el demonio y el dragón, las figuras eran el simbolismo de los vicios que Cristo Sacramentado había vencido. En la actualidad, los cabezudos, conocidos en Portugal como "Gigantones" o "Cabeçudos", son parte fundamental de las fiestas populares de pueblos en todo el país.
En España, las primeras referencias escritas en novelas datan de 1276 en Pamplona (Navarra) con tres gigantes que representaban a tres personas de Pamplona: Pero Suciales (leñador), Mari Suciales (aldeana) y Jucef Lacurari (judío). Solían salir en la procesión de San Fermín el 25 de septiembre. Pasó la costumbre al Reino de Castilla y sobre todo a la Corona de Aragón. Es costumbre de origen medieval, muy popular, acompañada de pasacalles y charangas en pueblos y ciudades de Castilla y León, Navarra, La Rioja, Aragón, Cataluña, Comunidad Valenciana, Andalucía, Castilla-La Mancha y norte de España.
Más tarde, la tradición de los gigantes fue extendiéndose por España y el mundo entero.